# تئاتر گریک
تئاتر گریک (انگلیسی: Garrick Theatre) یک سالن نمایش در لندن، انگلستان است.
این سالن تئاتر که در خیابان چرینگ کراس قرار دارد در سال ۱۸۸۹ میلادی تأسیس شده و جزئی از تئاتر وست اند محسوب می‌شود. تئاتر گریک دارای ۷۱۸ نفر ظرفیت می‌باشد.